# Lekkoatletyka na Letnich Igrzyskach Paraolimpijskich 2012 – 800 metrów T12 mężczyzn
W biegu na 800 metrów kl. T12 mężczyzn podczas Letnich Igrzysk Paraolimpijskich 2012 rywalizowało ze sobą 13 zawodników. W konkursie udział wzięli sportowcy niedowidzący o średnim stopniu upośledzenia wzroku.

## Wyniki

### Eliminacje
Bieg 1
| Poz. | Zawodnik              | Narodowość      | Rezultat | Uwagi |
| ---- | --------------------- | --------------- | -------- | ----- |
| 1    | David Devine          | Wielka Brytania | 1:55,97  | Q     |
| 2    | Mehmet Nesim Oner     | Turcja          | 1:57,40  |       |
| 3    | Ignacio Avila         | Hiszpania       | 1:58,00  |       |
| 4    | Carlos J. Barto Silva | Brazylia        | 2:06,69  |       |

Bieg 2
| Poz. | Zawodnik         | Narodowość | Rezultat | Uwagi |
| ---- | ---------------- | ---------- | -------- | ----- |
| 1    | Jegor Szarow     | Rosja      | 1:59,18  | Q     |
| 2    | Hatem Nasrallah  | Tunezja    | 2:03,83  |       |
| 3    | Lassam Katongo   | Zambia     | 2:04,22  |       |
| 4    | El Amin Chentouf | Maroko     | 2:13,81  |       |
| 5    | Luis Hernández   | Honduras   | 2:33,20  |       |

Bieg 3
| Poz. | Zawodnik         | Narodowość | Rezultat | Uwagi |
| ---- | ---------------- | ---------- | -------- | ----- |
| 1    | Abderrahim Zhiou | Tunezja    | 1:55,99  | Q     |
| 2    | Lazaro Rashid    | Kuba       | 1:56,64  | q     |
| 3    | Semih Deniz      | Turcja     | 1:57,03  |       |
|      | Thierb Siqueira  | Brazylia   | DNS      |       |

### Finał
| Poz. | Zawodnik         | Narodowość      | Rezultat | Uwagi |
| ---- | ---------------- | --------------- | -------- | ----- |
| 1    | Abderrahim Zhiou | Tunezja         | 1:56,42  |       |
| 2    | Jegor Szarow     | Rosja           | 1:56,65  |       |
| 3    | David Devine     | Wielka Brytania | 1:58,72  |       |
| 4    | Lazaro Rashid    | Kuba            | 1:58,76  |       |